# Lijst van nummer 1-hits in de 538 Top 50 in 2019
Deze hits stonden in 2019 op nummer 1 in de 538 Top 50, de hitlijst van de Nederlandse radiozender Radio 538.
| Nummer | Datum        | Artiest                                           | Titel            |
| ------ | ------------ | ------------------------------------------------- | ---------------- |
| 1      | 4 januari    | Ava Max                                           | Sweet but Psycho |
| 2      | 11 januari   | Kris Kross Amsterdam, Maan, Tabitha & Bizzey      | Hij is van mij   |
|        | 18 januari   | Kris Kross Amsterdam, Maan, Tabitha & Bizzey      | Hij is van mij   |
|        | 25 januari   | Kris Kross Amsterdam, Maan, Tabitha & Bizzey      | Hij is van mij   |
|        | 1 februari   | Kris Kross Amsterdam, Maan, Tabitha & Bizzey      | Hij is van mij   |
| 3      | 8 februari   | Nielson                                           | IJskoud          |
|        | 15 februari  | Nielson                                           | IJskoud          |
| 2      | 22 februari  | Kris Kross Amsterdam, Maan, Tabitha & Bizzey      | Hij is van mij   |
|        | 1 maart      | Kris Kross Amsterdam, Maan, Tabitha & Bizzey      | Hij is van mij   |
|        | 8 maart      | Kris Kross Amsterdam, Maan, Tabitha & Bizzey      | Hij is van mij   |
|        | 15 maart     | Kris Kross Amsterdam, Maan, Tabitha & Bizzey      | Hij is van mij   |
| 4      | 22 maart     | Suzan & Freek                                     | Als het avond is |
|        | 29 maart     | Suzan & Freek                                     | Als het avond is |
| 5      | 5 april      | Daddy Yankee & Snow                               | Con Calma        |
|        | 12 april     | Daddy Yankee & Snow                               | Con Calma        |
| 6      | 19 april     | Avicii & Aloe Blacc                               | SOS              |
|        | 26 april     | Avicii & Aloe Blacc                               | SOS              |
| 7      | 3 mei        | Mabel                                             | Don't Call Me Up |
| 5      | 10 mei       | Daddy Yankee & Snow                               | Con Calma        |
| 8      | 17 mei       | Ed Sheeran & Justin Bieber                        | I Don't Care     |
| 9      | 24 mei       | Duncan Laurence                                   | Arcade           |
|        | 31 mei       | Duncan Laurence                                   | Arcade           |
| 10     | 7 juni       | Marco Borsato, Armin van Buuren & Davina Michelle | Hoe het danst    |
|        | 14 juni      | Marco Borsato, Armin van Buuren & Davina Michelle | Hoe het danst    |
| 8      | 21 juni      | Ed Sheeran & Justin Bieber                        | I Don't Care     |
| 11     | 28 juni      | Shawn Mendes & Camila Cabello                     | Señorita         |
| 8      | 5 juli       | Ed Sheeran & Justin Bieber                        | I Don't Care     |
| 11     | 12 juli      | Shawn Mendes & Camila Cabello                     | Señorita         |
|        | 19 juli      | Shawn Mendes & Camila Cabello                     | Señorita         |
|        | 26 juli      | Shawn Mendes & Camila Cabello                     | Señorita         |
|        | 2 augustus   | Shawn Mendes & Camila Cabello                     | Señorita         |
|        | 9 augustus   | Shawn Mendes & Camila Cabello                     | Señorita         |
|        | 16 augustus  | Shawn Mendes & Camila Cabello                     | Señorita         |
|        | 23 augustus  | Shawn Mendes & Camila Cabello                     | Señorita         |
|        | 30 augustus  | Shawn Mendes & Camila Cabello                     | Señorita         |
|        | 6 september  | Shawn Mendes & Camila Cabello                     | Señorita         |
|        | 13 september | Shawn Mendes & Camila Cabello                     | Señorita         |
|        | 20 september | Shawn Mendes & Camila Cabello                     | Señorita         |
| 12     | 27 september | Tones and I                                       | Dance Monkey     |
| 13     | 4 oktober    | Marco Borsato, Snelle & John Ewbank               | Lippenstift      |
| 12     | 11 oktober   | Tones and I                                       | Dance Monkey     |
|        | 18 oktober   | Tones and I                                       | Dance Monkey     |
|        | 25 oktober   | Tones and I                                       | Dance Monkey     |
|        | 1 november   | Tones and I                                       | Dance Monkey     |
|        | 8 november   | Tones and I                                       | Dance Monkey     |
|        | 15 november  | Tones and I                                       | Dance Monkey     |
|        | 22 november  | Tones and I                                       | Dance Monkey     |
|        | 29 november  | Tones and I                                       | Dance Monkey     |
|        | 6 december   | Tones and I                                       | Dance Monkey     |
|        | 13 december  | Tones and I                                       | Dance Monkey     |
|        | 20 december  | Tones and I                                       | Dance Monkey     |
|        | 27 december  | Tones and I                                       | Dance Monkey     |